# アベリストウィス
アベリストウィス（Aberystwyth）は、イギリス・ウェールズのプリンシパル・エリアのケレディジョンにある港町。ウェールズの西海岸沿いのタウンで、ケレディジョンの行政上の中心である。

## 概要
1872年にアベリストウィス大学が創設されて以降、町はウェールズの主要な教育拠点となっている。2001年の国勢調査では、町の人口は15,935人であった。1年のうちの9ヶ月間は学生の流入があり、2012年9月には10,400人の流入があった。このため、町の人口は季節的変動が大きい。
アベリストウィスは地理的に孤立しており、最も近い都市は南へ車で1時間45分以上かかる110 km離れたスウォンジである。東に120 km行くとシュロップシャーのシュールズベリー、約130 km北東に行くとレクサムの町がある。

## 交通

### 鉄道
北端にあるコンスティテューション・ヒルにて、ケーブルカーが運行されている。

## 出身著名人
- ジョン・エインズワース＝デービス - 陸上競技選手
- トニー・マレー - フィギュアスケート選手
- ロジャー・リース - 俳優
- フランク・エバンス - イギリス軍兵士

## 姉妹都市・提携都市
- サン＝ブリユー（フランス共和国 ブルターニュ地方）
- エスクエル（アルゼンチン共和国 チュブ州）
- クロンベルク（ドイツ連邦共和国 ヘッセン州）
- アークロー（アイルランド共和国 レンスター地方 ウィックロー県）
- 与謝野町（日本国 近畿地方 京都府 与謝郡）